# Chaetarcturus oligospinis
Chaetarcturus oligospinis är en kräftdjursart som först beskrevs av Oleg Grigor'evich Kussakin 1971.  Chaetarcturus oligospinis ingår i släktet Chaetarcturus och familjen Antarcturidae. Inga underarter finns listade i Catalogue of Life.